# Anzac Wallace
Anzac Hohepa Wallace, született Norman Pene Rewiri (1943 – 2019. április 8.) új-zélandi színész.

## Filmjei
- Loose Enz (1982, tv-sorozat)
- Utu (1983)
- Children of the Dog Star (1984, tv-film)
- A néptelen Föld (The Quiet Earth) (1985)
- A csend fia (The Silent One) (1985)
- Dangerous Orphans (1985)
- Mauri (1988)
- Phoenix (1992, tv-sorozat, egy epizódban)
- Rapa Nui – A világ közepe (Rapa Nui) (1994)
- Naked: Stories of Men (1996, tv-sorozat, egy epizódban)
- Déltenger kincse (Tales of the South Seas) (2000, tv-sorozat, egy epizódban)